# Alexandra Tavernier
Pour les articles homonymes, voir Tavernier.
Alexandra Tavernier (née le 13 décembre 1993 à Annecy) est une athlète française, spécialisée dans le lancer du marteau. Médaillée de bronze aux Mondiaux de Pékin en 2015 et médaillée d'argent aux championnats d'Europe de Berlin en 2018, elle est depuis 2018 la détentrice du record de France qu'elle porte à 75,38 m en 2021, lors des Championnats de France hivernaux de lancers longs.

## Biographie
En juillet 2012, à Barcelone, elle remporte le concours du lancer du marteau des championnats du monde juniors avec la marque de 70,62 m, devançant de plus de 3 mètres sa compatriote Alexia Sedykh. Ce lancer lui permet de figurer au troisième rang des meilleures performances juniors de tous les temps, derrière les jets de la Chinoise Zhang Wenxiu (73,24 m en 2005) et de la Polonaise Kamila Skolimowska (71,71 m en 2001).
Le 31 août 2013, elle réalise un jet à 69,31 m lors du DécaNation. Elle finit 2e derrière la Russe Tatyana Lysenko, qui sera plus tard disqualifiée pour dopage.

### Médaille de bronze mondiale (2015)
Le 21 juin 2015, elle bat le record de France espoir grâce à un lancer à 74,05 m, et par conséquent se qualifie aux Championnats du monde de Pékin.
Le 26 août 2015, alors qu'elle ne participe qu'à ses premiers championnats du monde, à Pékin, elle améliore son record personnel de 34 cm en qualifications pour le porter à 74,39 m ; ainsi, elle se qualifie pour sa première finale mondiale alors qu'elle n'a que 21 ans, en deuxième place des qualifications. Le lendemain, elle décroche la médaille de bronze grâce à un meilleur jet à 74,02 m, réalisé à son premier essai. Elle est devancée sur le podium par la Polonaise Anita Włodarczyk (80,85 m, CR) et la Chinoise Zhang Wenxiu (76,33 m, SB). Elle est la troisième plus jeune médaillée de l'histoire de la discipline en championnat du monde après Yipsi Moreno et Bronwyn Eagles, médaillées à 20 ans lors de la même édition en 2001.
Le 5 août 2017, en qualifications des championnats du monde de Londres, elle réalise son meilleur jet de la saison avec 72,69 m et se qualifie pour la finale. Elle prend la 12e place de la finale, avec un jet mesuré à 66,31 mètres.

### Vice-championne d'Europe et record de France (2018)
En 2018, Tavernier commence la saison avec un jet à 72,82 m, le 6 mai, son meilleur jet depuis 2015. Elle confirme en s'imposant à Zenica, le 6 juin, avec 72,50 m. Le 8 juin, à Chorzów, elle repasse la barre des 74 mètres avec 74,09 m. Quatre jours plus tard, elle lance à 73,97 m lors du Golden Spike Ostrava.
Le 27 juin 2018, à Tarragone, Alexandra Tavernier décroche la médaille d'or des Jeux méditerranéens avec un jet à 73,67 m, ce qui constitue le nouveau record des Jeux. Elle devance sur le podium la Turque Kivilcim Kaya Salman (71,07 m), et une autre Française, Camille Sainte-Luce (68,93 m),.
Le 11 août 2018, lors de la finale des championnats d'Europe à Berlin, Alexandra Tavernier bat dès son premier essai le record de France avec un jet à 74,78 m, performance lui permettant de devenir vice-championne d'Europe derrière l'intouchable Anita Włodarczyk (78,94 m). Elle améliore de douze centimètres l'ancienne marque détenue depuis 2005 par Manuela Montebrun.
Lors de la Coupe d'Europe des lancers 2019, elle réalise les minimas pour les championnats du monde de Doha prévus fin septembre avec un jet à 71,83 m. Au meeting de Chorzów le 16 juin, elle améliore son propre record de France de six centimètres avec un lancer à 74,84 m. Le 9 juillet, elle signe sa première victoire au Challenge mondial IAAF pour le lancer du marteau à Székesfehérvár avec 72,84 m.
Lors des championnats du monde de Doha le 28 septembre, elle se classe 6e de la finale avec 73,33 m, à plus d'un mètre du podium,.

### Deux nouveaux records de France et barrière des 75 m franchie (2020)
Le 11 juillet 2020, pour son premier concours depuis les Mondiaux de Doha, Alexandra Tavernier bat pour la troisième fois de sa carrière le record de France du lancer du marteau avec un jet à 74,94 m, réalisé lors d'un meeting au parc de Parilly à Lyon. Le 19 août, lors de son deuxième concours de la saison à Székesfehérvár en Hongrie, elle s'impose avec un lancer à 73,09 m à son troisième essai, devant la Biélorusse Hanna Malyshchyk et la Polonaise Joanna Fiodorow. Son troisième concours de l'année le 6 septembre à Chorzow se solde également par une victoire avec un jet à 74,12 m, le neuvième concours de sa carrière au-delà des 74 m.   
Après avoir été une nouvelle fois championne de France à Albi le 13 septembre, elle établit un nouveau record de France à Kladno en République Tchèque avec un lancer à 75,23 m, franchissant enfin la barre symbolique des 75 m. Elle conclut sa saison par une ultime victoire à Barcelone avec un meilleur jet mesuré à 74,22 m, ce qui lui permet de rester invaincue en 2020 tout en étant la deuxième meilleure performeuse mondiale de l'année, juste derrière Hanna Malyshchyk (75,45 m).  

### Nouveau record de France, quatrième place olympique (2021)
Dès sa rentrée 2021, Alexandra Tavernier améliore son record de France en lançant à 75,38 m lors des Championnats de France des lancers longs à Salon-de-Provence, soit quinze centimètres de mieux que son précédent record.
Elle décroche le titre du lancer du marteau aux Championnats de France d'athlétisme 2021 à Angers, en même temps que son frère Hugo Tavernier. Aux Jeux olympiques de Tokyo, la Française se qualifie facilement pour la finale mais échoue au pied du podium avec un jet à 74,41 m réalisé à son dernier essai, à un peu plus d'un mètre de la médaille de bronze remportée par la Polonaise Malwina Kopron (75,49 m).
Après ces Jeux olympiques, Tavernier décide de changer d'entraîneur. Elle remplace Gilles Dupray par son père Christophe. En 2022, elle est atteinte de dépression. Malgré cette maladie, elle continue les compétitions bien que ses résultats s'en ressentent ce qui l'amène à refuser de participer aux championnats du monde d'Eugene en juillet. Elle participe en revanche en août aux championnats d'Europe de Munich où elle termine 12e de la finale,.
En juillet 2023, elle remporte son neuvième titre de championne de France, égalant au palmarès Manuela Montebrun.

## Décoration
- Médaille de la jeunesse, des sports et de l'engagement associatif, or (2025)[29].

## Palmarès

### International
| Date | Compétition                          | Lieu           | Résultat | Marque  |
| ---- | ------------------------------------ | -------------- | -------- | ------- |
| 2011 | Championnats d'Europe juniors        | Tallinn        | 6e       | 60,66 m |
| 2012 | Championnats du monde juniors        | Barcelone      | 1re      | 70,62 m |
| 2013 | Coupe d'Europe hivernale des lancers | Castellón      | 1re      | 66,07 m |
| 2013 | Jeux de la Francophonie              | Nice           | 3e       | 69,95 m |
| 2014 | Championnats d'Europe                | Zurich         | 6e       | 70,32 m |
| 2015 | Coupe d'Europe hivernale des lancers | Leiria         | 3e       | 70,45 m |
| 2015 | Championnats d'Europe par équipes    | Tcheboksary    | 3e       | 74,05 m |
| 2015 | Championnats d'Europe espoirs        | Tallinn        | 1re      | 72,50 m |
| 2015 | Championnats du monde                | Pékin          | 3e       | 74,02 m |
| 2016 | Coupe d'Europe des lancers           | Arad           | 2e       | 70,79 m |
| 2016 | Championnats d'Europe                | Amsterdam      | –        | N.M.    |
| 2016 | Jeux olympiques                      | Rio de Janeiro | 11e      | 65,18 m |
| 2017 | Coupe d'Europe des lancers           | Grande Canarie | 1re      | 71,71 m |
| 2017 | Championnats d'Europe par équipes    | Lille          | 4e       | 69,40 m |
| 2017 | Championnats du monde                | Londres        | 12e      | 66,31 m |
| 2017 | Universiade                          | Taipei         | 5e       | 70,20 m |
| 2018 | Coupe d'Europe des lancers           | Leiria         | 2e       | 71,20 m |
| 2018 | Jeux méditerranéens                  | Tarragone      | 1re      | 73,67 m |
| 2018 | Coupe du monde                       | Londres        | 3e       | 73,38 m |
| 2018 | Championnats d'Europe                | Berlin         | 2e       | 74,78 m |
| 2018 | Coupe continentale                   | Ostrava        | 3e       | 70,40 m |
| 2019 | Coupe d'Europe des lancers           | Šamorín        | 5e       | 71,83 m |
| 2019 | Championnats d'Europe par équipes    | Bydgoszcz      | 1re      | 72,81 m |
| 2019 | Championnats du monde                | Doha           | 6e       | 73,33 m |
| 2021 | Coupe d'Europe des lancers           | Split          | 3e       | 70,55 m |
| 2021 | Jeux olympiques                      | Tokyo          | 4e       | 74,41 m |
| 2022 | Coupe d'Europe des lancers           | Leiria         | 1re      | 70,13 m |
| 2022 | Championnats d'Europe                | Munich         | 12e      | 66,60 m |

### National
- Championnats de France d'athlétisme :
  - Vainqueur du lancer du marteau en 2014, 2016, 2017, 2018, 2019, 2020, 2021, 2022 et 2023

## Records
| Épreuve           | Marque       | Lieu              | Date            |
| ----------------- | ------------ | ----------------- | --------------- |
| Lancer du marteau | 75,38 m (NR) | Salon-de-Provence | 21 février 2021 |